# Sławomir Kadrow
Sławomir Romuald Kadrow (ur. 1956 we Włodawie) – polski archeolog specjalizujący się w neolicie, wczesnym okresie epoki brązu oraz teoria archeologii; nauczyciel akademicki związany z Uniwersytetem Rzeszowskim.

## Życiorys
Urodził się w 1956 roku we Włodawie. Po ukończeniu kolejno szkoły podstawowej, a następnie średniej (I LO) podjął w 1975 roku po pomyślnie zdanym egzaminie maturalnym studia archeologiczne na Uniwersytecie Marii Curie-Skłodowskiej w Lublinie. Ukończył je w 1980 roku uzyskując tytuł zawodowy magistra na podstawie pracy pt. Materiały neolityczne i wczesnobrązowe ze stanowiska ID w Strzyżowie, woj. zamojskie, której promotorem był prof. dr hab. Stefan Karol Kozłowski.
Bezpośrednio potem podjął pracę w Muzeum Regionalnym w Krasnymstawie jako asystent muzealny. Dwa lata później, pracując w Biurze Badań i Dokumentacji Zabytków, został konserwatorem ds. zabytków archeologicznych województwa chełmskiego. W 1985 roku został zatrudniony w Muzeum Okręgowym w Rzeszowie jako adiunkt muzealny. W 1988 roku na stałe związał się zawodowo z krakowskim Ośrodkiem Archeologii Gór i Wyżyn w Krakowie Instytutu Archeologii i Etnologii Polskiej Akademii Nauk, gdzie przeszedł kolejno wszystkie szczeble kariery naukowo-zawodowej (asystent (1988-1990), adiunkt (1990-1995), docent (1996-2003) i profesor).
W 1990 roku w Instytucie Archeologii i Etnologii PAN uzyskał stopień naukowy doktora nauk humanistycznych w zakresie archeologii na podstawie pracy pt. Rozwój przestrzenny osady kultury mierzanowickiej na stanowisku Babia Góra w Iwanowicach, napisanej pod kierunkiem prof. dr hab. Jana Machnika. W 1995 roku w tej samej jednostce naukowej otrzymał stopień naukowy doktora habilitowanego nauk humanistycznych w zakresie archeologii o specjalności archeologia na podstawie rozprawy nt. Gospodarka i społeczeństwo. Wczesny okres epoki brązu w Małopolsce. W 2003 roku prezydent Polski Aleksander Kwaśniewski nadał mu tytuł profesora nauk humanistycznych.
Ponadto okresowo w latach 1996-1999 wykładał jako adiunkt na swojej macierzystej uczelni w Lublinie w Instytucie Archeologii UMCS. W 2007 roku podjął pracę w Instytucie Archeologii Uniwersytetu Rzeszowskiego na stanowisku profesora zwyczajnego. Ponadto pełnił do 2008 roku funkcję dyrektora tej placówki.
Jest redaktorem i współredaktorem kilku archeologicznych czasopism i serii wydawniczych w kraju jak i zagranicą, w tym m.in.: Sprawozdań Archeologicznych, Analecta Archaeologica Ressoviensia, Raportu i Studien zur Archäologie in Ostmitteleuropa. Jest członkiem zespołu stałych recenzentów rocznika  Bericht der Römisch-Germanischen Kommission oraz Studii de Preistorie – Asociaţia Română de Arheologie. Jest członkiem Niemieckiego Instytutu Archeologicznego oraz Rady Programowej Narodowego Instytutu Dziedzictwa w Warszawie.
W latach 1994–1995 był stypendystą Fundacji Humboldta w Berlinie (Freie Universität), a na przełomie 2001–2002 roku w Bambergu (Otto Friedrich Universität) w Niemczech.

## Dorobek naukowy i życie prywatne
Zainteresowania naukowe Sławomira Kadrowa koncentrują się wokół zagadnień związanych z archeologią neolitu, eneolitu i wczesnego okresu epoki brązu w Europie Środkowej oraz teorią badań archeologicznych. Opublikował jako dotychczas ponad 180 prac naukowych w kraju i za granicą, w tym pięć książek. Do najważniejszych jego publikacji należą:
- Iwanowice, stanowisko Babia Góra, część I. Rozwój przestrzenny osady z wczesnego okresu epoki brązu, Kraków 1991.
- Iwanowice, stanowisko Babia Góra, część II. Cmentarzysko z wczesnego okresu epoki brązu, Kraków 1992.
- Gospodarka i społeczeństwo. Wczesny okres epoki brązu w Małopolsce, Kraków 1995.
- Kultura mierzanowicka. Chronologia, taksonomia i rozwój przestrzenny, Kraków 1997.
- U progu nowej epoki. Gospodarka i społeczeństwo wczesnego okresu epoki brązu w Europie Środkowej, Kraków 2001.

Mieszka aktualnie w Wieliczce. Zna bardzo dobrze w mowie i piśmie język angielski i niemiecki.